# إيفان ألين
إيفان ألين (بالروسية: Иван Аллен)‏ هو راقص باليه روسي، ولد في 29 يونيو 1930، وتوفي في 7 مايو 2012.